# Донкастер Роверс
«До́нкастер Ро́верс» (полное название — Футбольный клуб «Донкастер Роверс»; англ. Doncaster Rovers Football Club, английское произношение: [ˈdɒŋkəstər ˈroʊvərz 'futbɔ:l klʌb]) — английский профессиональный футбольный клуб из города Донкастер, графство Саут-Йоркшир. Домашним стадионом клуба является «Кипмоут», вмещающий более 15 тысяч зрителей.
Выступает в Лиге 1, третьем по значимости дивизионе в системе футбольных лиг Англии.
Клуб был основан в 1879 году и получил статус профессионального в 1885 году. Бо́льшую часть своей игровой истории «Донкастер» провёл между третьим и четвёртым уровнями системы футбольных лиг Англии и является одним из четырёх клубов, кому удавалось трижды выиграть четвёртый английский дивизион.
Принципиальным соперником «Роверс» является другой клуб из Саут-Йоркшира — «Барнсли».

## История
Сезон 2005/06 выдался крайне успешным для «Донкастера». Клуб в Кубке лиги сумел обыграть две команды из премьер-лиги — «Манчестер Сити» и «Астон Виллу». В четвертьфинале турнира «Роверс» могли сделать это в третий раз, но уступили лондонскому «Арсеналу».
В сезоне 2011/12 клуб занял в Чемпионшипе последнее 24 место. Во второй половине сезона в команде выступал Эль Хажди Диуф, в 22 играх забивший 6 мячей. Клуб вылетел в Первую лигу, однако уже через год вернулся во второй дивизион.
Несмотря на то, что в сезоне 2013/14 клуб демонстрировал достаточно стабильную игру, находясь ближе к середине турнирной таблицы и по ходу сезона практически не опускаясь в зону вылета, выдал финишную безвыигрышную серию из семи матчей. По результату матча «Болтон Уондерерс» — «Бирмингем Сити» клуб был отброшен на 22-е место, что означало вылет в Первую лигу. Матч закончился со счётом 2:2, «Бирмингем» отыграл два мяча в последние 10 минут, «Донкастер» же, зная о устраивавшем их счете 2:0, пропустил мяч от «Лестер Сити» на 75-й минуте и при таком раскладе его устраивала только победа «Болтона».
В июне 2014 года уроженец Донкастера, певец из группы One Direction — Луи Томлинсон стал владельцем «Донкастера». Сделка оформлена официально и уже была подтверждена представителем бывшего президента клуба Джона Райана.
В сезоне 2021/2022 года команда вместе с «Джиллингемом», «Уимблдоном» и «Кру Александра» вылетела в Лигу 2.